# Cantonul Saint-Mamet-la-Salvetat
Cantonul Saint-Mamet-la-Salvetat este un canton din arondismentul Aurillac, departamentul Cantal, regiunea Auvergne, Franța.

## Comune
| Comune                  | Populație (1999) | Cod poștal | Cod INSEE |
| ----------------------- | ---------------- | ---------- | --------- |
| Cayrols                 | 238              | 15290      | 15030     |
| Marcolès                | 608              | 15220      | 15117     |
| Omps                    | 299              | 15290      | 15144     |
| Parlan                  | 297              | 15290      | 15147     |
| Pers                    | 295              | 15290      | 15150     |
| Roannes-Saint-Mary      | 960              | 15220      | 15163     |
| Roumégoux               | 242              | 15290      | 15166     |
| Saint-Mamet-la-Salvetat | 1.411            | 15220      | 15196     |
| Saint-Saury             | 201              | 15290      | 15214     |
| La Ségalassière         | 114              | 15290      | 15224     |
| Vitrac                  | 294              | 15220      | 15264     |
| Le Rouget               | 964              | 15290      | 15268     |